# Borgarståndets ledamöter vid riksdagen 1719
Vid riksdagen 1719 ingick följande ledamöter i borgarståndet. Städerna i borgarståndet var numrerade efter den rangordning som antogs 1710 och tillämpades även vid 1719 års riksdag. Om en stads namn ändrats sedan dess återges den här under sitt dåvarande namn.

### 1.Stockholm
- Anders von Hyltéen, justitieborgmästare (talman)
- Johan Boström, stadssekreterare
- Jakob Bunge, rådman
- Johan Paul Heublein, handelsman
- Joachim Kammecker, bagarålderman
- Johan Leijel, rådman
- Johan Ryman, handelsman
- Johan Spalding, gulddragarålderman

### 2.Uppsala
- Thomas Lohrman, justitieborgmästare
- Johan Ruth, rådman

### 3.Norrköping
- Jacob Ekbohm, justitieborgmästare
- Anders Spalding, handelsman

### 4.Göteborg
- Wilhelm De Silentz, justitiepresident
- Johan Casper Haberman, handelsman
- Jonas Andreas Olbers, politieäldste

### 5.Malmö
- Johan Lorich, politieborgmästare
- Josias Hegardt, handelsman

### 6.Landskrona
- Lars Eneroth, borgmästare
- Bernhard Oelreich, stadskassör

### 7.Kalmar
- Lars Bergstedt, borgmästare
- David Mühlenbruch, handelsman

### 8.Åbo
- Anders Lind, justitieborgmästare
- Niklas Schultz, handelsman

### 9.Viborg
(Ingen riksdagsman)

### 10.Karlskrona
- Mathias Elers, justitieborgmästare
- Sven Witte, handelsman

### 11.Nyköping
- Jonas Malmberg, justitieborgmästare (även för Trosa)
- Peter Baillet, handelsman

### 12.Västervik[3]
- David Lesle, justitieborgmästare
- Didrik Licenius, rådman

### 13.Gävle
- Peter Folcker, justitieborgmästare
- Peter Strömbeck, handelsman

### 14.Visby
- Jakob Clerck, borgmästare (intog sin plats den 8/5 1719)[4]
- Jacob Kinlock, handelsman (intog sin plats den 8/5 1719)[5]

### 15.Falun
- Johan Holenius, justitieborgmästare
- Erik Sjöberg, rådman[6]

### 16.Halmstad
- Johan Fredrik Hermanni, borgmästare

### 17.Kristianstad
- Olof Ichsell, borgmästare
- Johan Peter Witte, handelsman

### 18.Helsingborg
- Henrik Sylvius, borgmästare
- Johan Cöster, rådman

### 19.Karlshamn
- Johan Alm, borgmästare (även för Sölvesborg)
- Peter Mesterton, handelsman (även för Sölvesborg)

### 20.Ängelholm
- Peter Runström, handelsman

### 21.Ystad
- Erasmus Feldner[7], handelsman
- Jakob Jönsson, rådman

### 22.Marstrand
- Nils Fossberg, borgmästare
- Samuel Bagge, handelsman

### 23.Varberg[8]
- Gustaf Dahlborg, vice borgmästare
- Jöns Borling, handelsman
- Isak Himmelberg, handelsman

### 24.Helsingfors
- Henrik Tammelin, borgmästare
- Lars Forstéen, rådman

### 25.Västerås
- Jakob Jernstedt, borgmästare
- Emanuel Röhle, rådman

### 26.Arboga
- Johan Petre, borgmästare
- Lars Ahlelöf, rådman

### 27.Örebro
- Magnus Hansson, borgmästare
- Jonas Hoffman, rådman

### 28.Jönköping
- Sven Aurén, borgmästare

### 29.Linköping
- Johan Ernst, borgmästare

### 30.Köping
- Olof Hising, borgmästare
- Lars Beckman, rådman

### 31.Strängnäs
- Anders Tholander, borgmästare (även för Torshälla och Eskilstuna)
- Nils Olsson Östman[9], rådman (även för Eskilstuna)

### 32.Skara
- Nils Ambjörnsson Wahlqvist, rådman

### 33.Växjö
- Anders Unge, borgmästare

### 34.Lund
- Olaus Nordsteen, borgmästare
- Håkan Pehrsson Bagge, handelsman

### 35.Söderköping
- Jonas Wennerberg, rådman

### 36.Hudiksvall
- Per Castorin, borgmästare
- Jonas Quaster, handelsman

### 37.Mariestad
- Peter Kiellman, vice borgmästare

### 38.Karlstad
- Leonard Jakob Ringer, borgmästare

### 39.Härnösand
- Magnus Sundström, borgmästare

### 40.Uleåborg
- Esaias Groop, borgmästare[10]
- Isak Gamman, handelsman

### 41.Torshälla
- Johan Hellström, rådman
- Anders Tholander (se Strängnäs)

### 42.Eskilstuna
Se Strängnäs

### 43.Borås
- Magnus Melander, borgmästare
- Per Andersson Brehmer, handelsman

### 44.Vänersborg
- Erik Bånge, rådman
- Paul Halbmeyer, handelsman

### 45.Enköping
- Isak Perman, borgmästare
- Lars Roberg, rådman

### 46.Sala
- Erik Hartzell, borgmästare
- Oluf Ekeroth, bergskassör

### 47.Sigtuna
- Mårten Bergstedt, borgmästare

### 48.Vadstena
- Johan Kinberg, borgmästare

### 49.Skänninge
- Hans Lund, rådman

### 50.Vasa
- Herman Ross, borgmästare
- Johan Reinbom, handelsman

### 51.Lidköping
- Johan Bergius, borgmästare

### 52.Öregrund
- Erik Kilberg, borgmästare[11]

### 53.Södertälje
- Jonas Gripzell, borgmästare
- Jöns Ersson Sundberg, borgare

### 54.Norrtälje
- Erik Nordling, rådman

### 55.Hedemora
- Sven Grandel, borgmästare

### 56.Lindesberg
- Samuel Strandell, borgmästare (även för Nora)
- Thomas Fabricius, handelsman[12]

### 57.Nora
- Samuel Strandell, vice politie- och justitieborgmästare (se Lindesberg)[13]
- Gabriel Petre, handelsman

### 58.Eksjö
- Magnus Hök, borgmästare

### 59.Uddevalla
- Jöns Koch, rådman
- Arvid Johansson Hasselgren, handelsman

### 60.Askersund
- Gustaf Christiernsson, rådman
- Berthold Råbergh, rådman

### 61.Bogesund
- Anders Darell, borgmästare

### 62.Hjo
Se Skövde

### 63.Skövde
- Peter Billinggren, borgmästare (även för Hjo)

### 64.Björneborg
- Peter Longe (se Nådendal)
- Nils Ahlqvist, borgare

### 65.Raumo
Se Östhammar

### 66.Torneå
- Seger Svanberg, borgmästare
- Jakob Isaksson Planström, handelsman[15]

### 67.Kristinehamn
- Sven Lagerlöf, borgmästare

### 68.Sundsvall
- Lorens Bachman, borgmästare[16]
- Jacob Polack, handelsman

### 69.Söderhamn
- Israel Arnell, borgmästare
- Jonas Stenbit, rådman

### 70.Borgå
- Jakob Carsberg, rådman[17]

### 71.Nykarleby[18]
- Nils Brasck, rådman
- Johan Bladh, handelsman

### 72.Gamlakarleby
- Johan Westring, vice borgmästare
- Lars Brenner, rådman

### 73.Umeå
- Isak Stoorman, rådman
- Peter Graan, handelsman

### 74.Piteå
- Abraham Touchier, rådman

### 75.Luleå
- Gabriel Thauvonius, vice borgmästare

### 76.Mariefred
- Johan Holmberg, rådman

### 77.Nystad
- Josef (Thomasson) Faberman, borgmästare

### 78.Ekenäs
(Ingen riksdagsman)

### 79.Filipstad
- Christian Nackreij, rådman

### 80.Falköping
- Nils Wennermark, borgmästare

### 81.Alingsås
- Ulrik Paulin, borgmästare

### 82.Vimmerby
- Niclas Budéen, borgmästare

### 83.Kungälv
- Erik Helgström, borgmästare

### 84.Sölvesborg
Se Karlshamn

### 85.Laholm
- Johan Lembke, inspektor

### 86.Trosa
- Jonas Malmberg (se Nyköping)

### 87.Östhammar
- Johan Sporenberg, borgmästare

### 88.Säter
- Abraham Groot

### 89.Åmål
Anders Åberg, borgmästare

### 90.Kristinestad
- Lambertz Gavell, notarie[19]

### 91.Nådendal
- Peter Longe, borgmästare (även för Björneborg)

### 93.Skanör[21]
- Johan Lorich (se Malmö)

### 94.Jakobstad
- Carl Borgerus, notarie[22]
- Jonas Gumse, handelsman

### 95.Veckelax
- Baltazar Walentinsson, borgmästare

### 96.Villmanstrand
(Ingen riksdagsman)

### 97.Falkenberg
- Gustaf Dahlborg, borgmästare (även för Kungsbacka)

### 98.Kungsbacka
Se Falkenberg

### 99.Simrishamn
- Nils Brinck, borgmästare
- Peter Pletz, borgare

### 100.Tavastehus
(ingen riksdagsman)

### 101.Nyslott
(ingen riksdagsman)

### 102.Brahestad
- Gabriel Corte, borgmästare

### 103.Strömstad
- Ivar Olofsson Kamp, borgmästare
- Erik Liedberg, rådman

### 104.Gränna
- Peter Runqvist, borgmästare

### 105. (Kajana)[26]
Falsterbo och Vaxholm hade vid denna tid stadsprivilegier, men omnämns inte i protokollet från 1719 års riksdag och nämns inte heller i den rangordning för städerna som då tillämpades.